# Spencer Compton (1er comte de Wilmington)
Pour les articles homonymes, voir Spencer Compton.
Spencer Compton, 1er comte de Wilmington, (c. 1674 - 2 juillet 1743) est un homme d'État britannique whig qui est sans interruption au gouvernement de 1715 jusqu'à sa mort. Il siège à la Chambre des communes anglaise et britannique entre 1698 et 1728, puis est élevé à la pairie et siège à la Chambre des lords. Il est premier ministre de Grande-Bretagne de 1742 jusqu'à sa mort en 1743. Il est considéré comme le deuxième Premier ministre britannique, après Robert Walpole, mais travaille en étroite collaboration avec le secrétaire d'État, John Carteret, afin de s'assurer le soutien des différentes factions composant le gouvernement.

## Jeunesse
Il est le troisième fils du 3e comte de Northampton et de sa femme Mary Noel, fille de Baptiste Noel (3e vicomte Campden). Il fait ses études à St Paul et s'inscrit au Trinity College d'Oxford le 28 février 1690, à l'âge de 15 ans. Par la suite, il est admis au Middle Temple en 1687.

## Carrière politique

### Chambre des communes anglaise
Bien que sa famille soit des conservateurs importants, Compton se tourne vers les Whigs après une querelle avec son frère, le 4e comte de Northampton. Il se présente pour la première fois au Parlement à East Grinstead sous le patronage de son parent le comte de Dorset aux élections générales anglaises de 1695, mais sans succès. Il est élu sans opposition en tant que député de Eye lors d'une élection partielle le 3 juin 1698. Au Parlement, il s'impose rapidement parmi les Whigs et commence un partenariat avec Robert Walpole qui dure plus de quarante ans. Il est élu sans opposition pour Eye aux deux élections générales de 1701 et de 1702 et 1705 .

### Payeur des Pensions
En 1707, Compton devient Paymaster of Pensions, poste qu'il conserve pendant les six années suivantes. Il est de nouveau élu sans opposition aux élections générales britanniques de 1708 et est particulièrement actif au Parlement par la suite. Il reste président du comité des privilèges et des élections, et est scrutateur du côté whig dans de nombreuses divisions. Il gère plusieurs projets de loi et, le 14 décembre 1709, est nommé au comité chargé de rédiger les articles d'impeachment contre le docteur Sacheverell. Lors des élections générales britanniques de 1710, il est rejeté comme candidat pour Eye par son patron Lord Cornwallis après un désaccord, et il ne veut pas risquer de se présenter ailleurs en raison de son implication dans l'affaire Sacheverell. Cependant, il conserve son poste de payeur des pensions après l'entrée en fonction du gouvernement conservateur cette année-là. On pense que les conservateurs l'ont retenu parce qu'ils cherchent à maintenir le soutien de la famille Compton. Aux élections générales britanniques de 1713, il est réélu député whig d'East Grinstead et lorsque les whigs prennent le pouvoir en 1715, il espère un poste élevé .

### Président des Communes
Au lieu de la haute fonction politique qu'il a espéré, Compton est nommé trésorier du prince de Galles (plus tard George II); peu de temps après, cependant, il est élu à l'unanimité président de la Chambre des communes. Il occupe ce poste de 1715 à 1727. En 1716, il est investi conseiller privé. Il conserve le rôle de Speaker malgré la scission des Whigs en 1717, au sein de laquelle il rejoint l'alliance Walpole-Townshend et se trouve en opposition au gouvernement de l'époque. Il réussit cependant à maintenir sa position jusqu'en 1720, date à laquelle la scission prend fin .
Compton a la réputation d'être un orateur laxiste, disant une fois à un député qui se plaignait d'être interrompu : « Non monsieur, vous avez le droit de parler, mais la Chambre a le droit de juger si elle vous entendra.
Lorsque Walpole devient le principal ministre de l'époque en 1721, il y a des spéculations sur son avenir si George Ier meurt et est remplacé par son fils, qui est plus favorablement incliné vers Compton que Walpole et déclare qu'il remplacerait ce dernier par le premier à son accession. Afin d'éviter cela, Walpole cherche à maintenir Compton en marge du gouvernement, bien qu'il ait été nommé Paymaster des Forces, un poste très lucratif, de 1722 à 1730. En 1725, Compton entre dans le gouvernement de Walpole en tant que Lord du sceau privé et est également créé Chevalier du Bain .

### Chance manquée
En 1727, George II accède au trône et cherche à provoquer le changement de direction qu'il a promis. Cependant, Compton n'est pas perçu comme un homme de grande capacité. Il est décrit par un contemporain comme « un garçon pesant et lourd, avec une grande application mais aucun talent ». En particulier, il s'avère incapable de rivaliser avec les propositions de Walpole pour une allocation pour le roi. Lors d'une réunion entre les trois, Compton déclare qu'il n'est pas à la hauteur de la tâche du gouvernement. Avec cela passe sa dernière chance sérieuse de prendre un contrôle réel sur la politique, et son influence diminue fortement en conséquence. Il reste en très bons termes avec George, mais l'ère où les rois pouvaient personnellement choisir leurs propres ministres au mépris du parlement touche à sa fin.

### Chambre des Lords et Patriot Whigs
Afin de le retirer des Communes, Walpole élève Compton à la pairie en tant que baron Wilmington, de Wilmington dans le comté de Sussex le 8 janvier 1728 et deux ans plus tard, le 14 mai 1730, il est créé vicomte Pevensey, de Pevensey dans le comté de Sussex et comte de Wilmington et est nommé Lord président du Conseil en décembre de la même année. Il s'associe de plus en plus aux Patriot Whigs, les plus critiques de Walpole, mais au Parlement s'en tient généralement à la ligne officielle du ministère. En 1730, il tente de former une coalition entre les Patriot Whigs et les tories Hanovriens pour faire tomber Walpole, mais cela échoue et il continue à exercer ses fonctions . Cependant, pendant la crise de l'accise de 1733, il ne réussit pas à mettre à exécution une menace de démission, après avoir été acheté avec la promesse de faire de lui un chevalier de la Jarretière. Cela affaiblit tous ceux qu'il commandait encore. Il est Lord Président jusqu'en 1742.
Il participe à la création du Foundling Hospital en 1739, qui est un orphelinat pour enfants abandonnés. Cet organisme de bienfaisance est alors le moyen le plus populaire de la capitale pour prouver ses références philanthropiques et a des membres du conseil d'administration très distingués (notamment Wilmington).

### Premier ministre
En janvier 1742, il succède à Walpole comme Premier lord du Trésor et chef du ministère Carteret. Wilmington est un premier ministre énergique. Sa forte éthique de travail fait des ravages et sa santé s'est progressivement détériorée. Il reste en fonction jusqu'à sa mort, date à laquelle il est remplacé par le trésorier-payeur des Forces, Henry Pelham.

## Vie privée

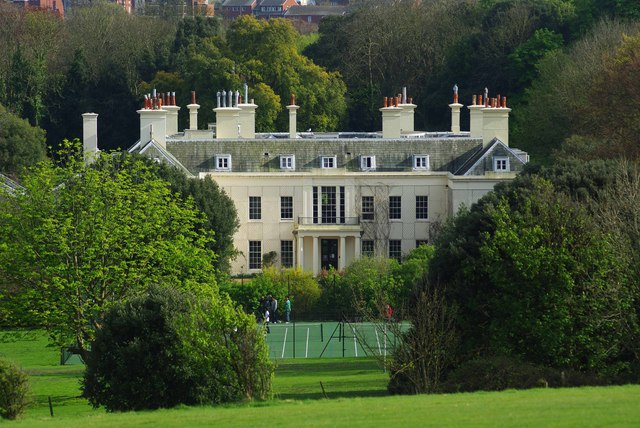
Compton Place, Eastbourne, en 2009

Il achète le domaine East Borne à Eastbourne, dans le Sussex en 1724 et le rebaptise Compton Place. Il engage l'architecte Colen Campbell (et après la mort de Campbell William Kent) pour reconstruire la maison. Il est achevé en 1731.
Il ne s'est jamais marié et est mort sans descendance, donc tous ses titres s'éteignent à sa mort. Plus de 1110 articles de sa « grande et précieuse bibliothèque » sont vendus aux enchères par Christopher Cock sur 10 soirées, du 27 février au 7 mars 1733 .
Il est enterré au siège de la famille de Compton Wynyates dans le Warwickshire. Compton Place passe à son neveu, James Compton (5e comte de Northampton).
Les villes de Wilmington, Delaware et Wilmington, Caroline du Nord ; les villes de Wilmington, Massachusetts, et Wilmington, Vermont ; et, secondairement, le quartier de Wilmington, Los Angeles, sont nommés en son honneur. À Wilmington, Delaware, le projet de logements Compton Towers porte également son nom .